# 1948 في البرازيل
فيما يلي قوائم الأحداث التي وقعت خلال عام 1948 في البرازيل.

## رياضة
- 1 يناير – بطولة باوليستا 1948 الفائز نادي ساو باولو.
- 1 يناير – بطولة كاريوكا 1948 الفائز بوتافوغو ريغاتاس.

## مواليد

### يناير
- 1 يناير – آرثر عمر مصور برازيلي.
- 1 يناير – كارين أدلر مخرجة أفلام برازيلية.
- 1 يناير – لوتشيانو كوتينو
- 31 يناير – جويس موسيقية برازيلية.

### فبراير
- 20 فبراير – جنيفر أونيل
- 25 فبراير – خوسيه إيفو ساتورو سياسي برازيلي.
- 27 فبراير – روي كاسترو
- 29 فبراير – مانويل ماريا لاعب كرة قدم برازيلي.

### مارس
- 15 مارس – سيرجيو فييرا دي ميلو دبلوماسي برازيلي.
- 29 مارس – بيتو ألميدا لاعب كرة قدم برازيلي.
- 29 مارس – مارسيلو كابو لاعب ومدرب كرة قدم برازيلي.

### أبريل
- 11 أبريل – لويز إدواردو جرينهالغ محامي برازيلي.
- 22 أبريل – أرنالدو كوهن

### مايو
- 1 مايو – كارلوس دا كروز جونيور
- 6 مايو – سيرفيليو دي أوليفيرا ملاكم برازيلي.
- 8 مايو – فرنسيسكو سيرجيو غارسيا لاعب كرة سلة برازيلي.
- 9 مايو – تانيا ماريا موسيقية برازيلية.
- 11 مايو – ريكاردو ليفاندوفسكي قاضي برازيلي.

### يونيو
- 5 يونيو – كريستينا بوساس
- 7 يونيو – أنتويو دياز دوس سانتوس لاعب كرة قدم برازيلي.
- 11 يونيو – أنطونيو كارلوس مورينو لاعب كرة طائرة برازيلي.
- 29 يونيو – باولو ماركيز صحفي برازيلي.

### يوليو
- 6 يوليو – أرنالدو بابتيستا موسيقي برازيلي.

### أغسطس
- 10 أغسطس – فرانكلين مارتينز صحفي برازيلي.
- 25 أغسطس – توني راموس ممثل برازيلي.

### سبتمبر
- 12 سبتمبر – كايو فرناندو آبرو كاتب برازيلي.

### أكتوبر
- 2 أكتوبر – روزا ويبر قاضية برازيلية.

### نوفمبر
- 7 نوفمبر – أليكس ريبيرو سائق سيارة سباق برازيلي.
- 9 نوفمبر – لويس فيليبي سكولاري لاعب كرة قدم برازيلي.
- 18 نوفمبر – سونيا كوريا

### ديسمبر
- 25 ديسمبر – جويل سانتانا لاعب كرة قدم برازيلي.
- 28 ديسمبر – هنريكي إدواردو ألفيس سياسي برازيلي.

## وفيات

### يناير
- 1 يناير – هومبيرتو روزا (مواليد 1908) رسام برازيلي.

### يوليو
- 4 يوليو – مونتيرو لوباتو (مواليد 1882) كاتب برازيلي.